# Maniac (Conan Gray)
Maniac  è un singolo del cantante statunitense Conan Gray, pubblicato il 25 ottobre 2019 come terzo estratto dal primo album in studio Kid Krow.

## Video musicale
Il video musicale, diretto da BRUME, è stato reso disponibile il 25 ottobre 2019 in concomitanza con l'uscita del singolo.

## Tracce
Testi e musiche di Conan Gray e Daniel Nigro.
1. Maniac – 3:05

## Formazione
Musicisti
- Conan Gray – voce, cori
- Daniel Nigro – basso, programmazione della batteria, chitarra elettrica, chitarra, pianoforte

Produzione
- Daniel Nigro – produzione, ingegneria del suono
- John Hanes – ingegneria del suono
- Randy Merrill – mastering
- Șerban Ghenea – missaggio

## Classifiche

### Classifiche settimanali
| Classifica (2020-21) | Posizione massima |
| -------------------- | ----------------- |
| Australia            | 24                |
| Belgio (Fiandre)     | 91                |
| Corea del Sud        | 43                |
| Irlanda              | 83                |
| Lituania             | 68                |
| Polonia              | 48                |
| Portogallo           | 165               |
| Stati Uniti          | 125               |

### Classifiche di fine anno
| Classifica (2020) | Posizione |
| ----------------- | --------- |
| Australia         | 65        |
| Corea del Sud     | 54        |
| Classifica (2021) | Posizione |
| Corea del Sud     | 110       |